# Chaetostigmoptera crassinervis
Chaetostigmoptera crassinervis là một loài ruồi trong họ Tachinidae.